# Bailando (chanson de Paradisio)
Pour les articles homonymes, voir Bailando.
Singles de Paradisio
Bandolero
(1996)
Bailando est une chanson du groupe belge d'eurodance Paradisio, sortie en mars 1996 en single, sous les labels CNR Music et Patrick Samoy Recordings. 

## Historique
Figurant sur l'album Paradisio en 1997, le titre, sorti l'année précédente, est écrit par Patrick Samoy et María Isabel García Asencio. Le single atteint la première place en Italie, au Danemark, en Finlande, en Norvège et en Suède, numéro 2 en Belgique, numéro 4 en France, et numéro 9 en Espagne. 
En Suède, Bailando a rencontré un grand succès et est certifié triple disque de platine et en Norvège est certifié double disque de platine. Le single devient un tube dans de nombreux pays européens durant l'été 1997. 
La chanson est reprise par la chanteuse néerlandaise Loona en 1998 et atteint la première place en Allemagne et en Suisse.

## Formats et liste des pistes
| 1. Bailando (video version) (3:50) 2. Bailando (instrumental extended mix) (6:48) Belgique 1 1. Bailando (extended radio version) (6:50) 2. Bailando (discoteca remix) (6:52) 3. Bailando (ritmo el mas locomix) (6:50) 4. Bailando (original discoteca drums mix) (6:50) 5. Bailando (transologik remix) (7:08) 6. Bailando (radio version) (3:50) Belgique 2 1. Bandolero (discoteca action remix) (7:05) 2. Bandolero (discoteca action remix short mix) (4:13) 3. Bandolero (after party remix) (6:00) 4. Bandolero (video edit) (3:54) 5. Bandolero (U.S. power club remix) (7:43) Finlande, Suède 1. Bailando (radio version) (3:48) 2. Bailando (2 fabiola remix) (5:05) 3. Bailando (discoteca remix) (6:50) 4. Bailando (extended radio mix) (6:48) 5. Bailando (ritmo el mas locomix) (6:48) 6. Bailando (original discoteca drums) (6:49) Allemagne 1. Bailando (radio version) (3:48) 2. Bailando (extended radio version) (6:48) 3. Bailando (original discoteca drums mix) (6:47) 4. Bailando (ritmo el mas locomix) (6:48) 5. Bailando (Ibiza remix) (5:05) | Reste du monde 1. Bailando (radio version) (3:50) 2. Bailando (ritmo el mas locomix) (6:50) 3. Bailando (discoteca drums mix) (6:50) Belgique 1. Bailando (original discoteca drums mix) (6:50) 2. Bailando (discoteca remix) (6:52) 3. Bailando (transologik remix) (7:08) Allemagne 1. Bailando (Ibiza remix) 2. Bailando (original discoteca drums mix) Italie, Espagne 1. Bailando (extended radio version) (6:50) 2. Bailando (radio version) (3:50) 3. Bailando (discoteca remix) (6:52) 4. Bailando (transologik remix) (7:08) États-Unis 1. Bailando (extended radio version) (6:49) 2. Bailando (original discoteca drums mix) (6:49) 3. Bailando (transologik remix) (7:05) 4. Bailando (instrumental extended mix) (6:49) |

## Classements et certifications

### Classement par pays
| Classement (1996-1997)             | Meilleure position |
| ---------------------------------- | ------------------ |
| Belgique (Ultratop 50 Flandre)     | 2                  |
| Belgique (Ultratop 40 Wallonie)    | 8                  |
| Danemark (Tracklisten)             | 1                  |
| Finlande (Suomen virallinen lista) | 1                  |
| France (SNEP)                      | 4                  |
| Italie (FIMI)                      | 3                  |
| Pays-Bas (Mega Top 100)            | 25                 |
| Norvège (VG-lista)                 | 1                  |
| Espagne (AFYVE)                    | 9                  |
| Suède (Sverigetopplistan)          | 1                  |

### Classement annuel
| Classement (1996)               | Position |
| ------------------------------- | -------- |
| Belgique (Ultratop 50 Flandre)  | 6        |
| Belgique (Ultratop 40 Wallonie) | 20       |
| Classement (1997)               | Position |
| France (SNEP)                   | 26       |

### Certifications
| Pays    | Certification | Date         | Ventes certifiés |
| ------- | ------------- | ------------ | ---------------- |
| Norvège | 2 × Platine   | 1997         | 80,000           |
| Suède   | 3 × Platine   | 14 août 1997 | 60,000           |

## Version de Loona
Singles de Loona
Hijo De La Luna
(1998)
Pistes de Lunita
Hijo de la luna
(7) ¡Oye, oye!
(9)
En 1998, la chanteuse néerlandaise Loona reprend Bailando, le single est extrait de son 1er album studio Lunita (1999). Cette version reprend un sample de Don't Go du groupe britannique Yazoo.

### Liste des pistes
1. Bailando (Energia-Mix short) — 3:33
2. Bailando (Energia-Mix extended version) — 5:29
3. Bailando (Besa Me-Mix extended version) — 4:54
4. Noche Linda — 3:57

### Classement par pays
| Classement (1998)             | Meilleure position |
| ----------------------------- | ------------------ |
| Allemagne (Media Control AG)  | 1                  |
| Autriche (Ö3 Austria Top 40)  | 3                  |
| Suisse (Schweizer Hitparade)  | 1                  |
| Pays-Bas (Nederlandse Top 40) | 14                 |

### Certifications
| Pays      | Certification | Date             | Ventes certifiés |
| --------- | ------------- | ---------------- | ---------------- |
| Autriche  | Or            | 8 septembre 1998 | -                |
| Allemagne | Platine       | 1998             | 500,000          |
| Suisse    | Or            | 1998             | -                |